# American Physical Society
American Physical Society (APS) és, amb uns 50.000 membres, la segona organització de físics més important del món, després de la Deutsche Physikalische Gesellschaft. Aquesta societat publica més d'una dotzena de revistes científiques incloent Physical Review i Physical Review Letters i organitza més de 20 trobades de científics cada any. És membre de la American Institute of Physics.
La American Physical Society es va fundar el 20 de maig de 1899, amb la reunió de 36 físics a la Columbia University. Van proclamar que la missió d'aquesta nova societat era "avançar i difondre en el coneixement de la física". La seva revista científica, de la qual va prendre les regnes, Physical Review ja havia estat fundada l'any 1893, a aquesta li van seguir Reviews of Modern Physics el 1929 i la Physical Review Letters el 1958. Al llarg dels anys, Phys. Rev. es va dividir en cinc seccions separades.

## DCOMP
DCOMP és la divisió de física computacional de l'American Physical Society. El seu objectiu és avançar en la divisió del coneixement respecte a l'ús d'ordinadors en la física, la recerca i l'educació.

## Premis en física

### Premi Lilienfeld
APS atorga cada any el Julius Edgar Lilienfeld Prize des de 1989, excepte el 2002. Aquest premi reconeix les contribucions destacades en la física. Entre els seus receptors es troben Michael Berry, Alan Guth, Stephen Hawking i Frank Wilczek.

### American Physical Society Maria Goeppert Mayer Award
El premi Maria Goeppert Mayer Award reconeix les contribucions destacades de les dones en la física en els seus primers anys de carrera.

### J. J. Sakurai Prize for Theoretical Particle Physics
El premi J. J. Sakurai Prize for Theoretical Particle Physics és un premi anual en el camp de la teoria de la física de les partícules i és sufragat per la família i amics del físic J. J. Sakurai. Es concedeix des de 1985.

## Posició sobre l'escalfament global
El 2007, l'APS va adoptar una posició oficial sobre l'escalfament global:
dient que les emissions de gasos hivernacle per les activitats humanes estan canviant l'atmosfera terrestre i afectant el clima de la Terra i que l'evidència d'això és incontrovertible produint un escalfament global.
Tanmateix el novembre de 2009 80 membres de l'American Physical Society van presentar una carta a la societat especificant objeccions a la posició d'aquesta societat. Al cap de pocs dies, es va rebutjar. El 18 d'abril de 2010, l'APS va modificar la seva declaració suavitzant-ne significativament la retòrica.